# Leptopelis mossambicus
Leptopelis mossambicus är en groddjursart som beskrevs av John C. Poynton 1985. Leptopelis mossambicus ingår i släktet Leptopelis och familjen Arthroleptidae. IUCN kategoriserar arten globalt som livskraftig. Inga underarter finns listade i Catalogue of Life.